# نیکولای باسوف
نیکولای گنادیویچ باسوف (به روسی: Николай Геннадиевич Басов)
(زاده ۱۴ دسامبر ۱۹۲۲ - درگذشته ۱ ژوئیه ۲۰۰۱) فیزیک‌دان و معلم روسی بود. در سال ۱۹۶۴ به همراه الکساندر میخایلوویچ پروخورف و چارلز هارد تاونز به خاطر کارهای اساسی اش در زمینه الکنرونیک کوانتومی، که منجر به ساخت نوسانگرها و تقویت کننده‌ها بر پایه اصل میزر-لیزر شد جایزه نوبل در فیزیک را دریافت کرد.